# Rhiannon
Dans la mythologie celtique, Rhiannon appartient à la tradition galloise, brittonique. Son nom issu de Rigantona — gaulois Brigantia, irlandais Brigit christianisée en sainte Brigitte d'Irlande — signifie « Grande Reine ». Elle apparaît dans deux des quatre Mabinogion : Pwyll, prince de Dyved et Manawydan fils de Llyr.

## LesMabinogion

### Pwyll, prince de Dyved
Dans le premier conte, Pwyll aperçoit sur la colline de sa résidence royale de Narberth, une cavalière inconnue. Désirant connaître son identité, il demande à un serviteur de la rattraper, mais celui-ci n’y parvient pas. Il donne alors l’ordre  au meilleur de ses cavaliers de la rejoindre, sans plus de succès. Le lendemain, c’est le meilleur coursier de ses terres qui subit le même échec. Le jour suivant, c’est Pwyll lui-même qui engage la poursuite. Alors que son cheval est à bout de souffle et risque de s’effondrer, il appelle l’inconnue qui s’arrête immédiatement. Elle lui dit se nommer Rhiannon et qu’elle a fui son père qui veut la marier de force. Elle dit aussi être amoureuse de lui et qu’elle veut l’épouser. Pwyll accepte et le mariage est fixé l’année suivante.
Quatre ans plus tard, nait Pryderi, mais le garçon est enlevé  à la naissance et sa mère est accusée d’infanticide, à l’instigation des femmes chargées de s’en occuper. En guise de pénitence, elle est condamnée à rester assise aux portes de la ville pendant sept ans, elle doit raconter son histoire aux visiteurs et les faire entrer en les portant sur son dos.
Mais au bout de quatre ans, Ternon Twryf Lliant vient éclaircir l’affaire et raconte son histoire. Tous les ans, sa jument poulinait mais l’animal nouveau-né était immédiatement enlevé par un monstre. Il y a quatre ans, il avait attaqué le monstre et lui avait coupé une patte. Dans l’écurie, il avait trouvé un enfant qu’il avait adopté et appelé Gwri Gwallt Euryn « à la chevelure dorée ».
La preuve est faite que Gwri Gwallt Euryn est le fils de Pwyll et de Rhiannon, dont la peine est annulée.

### Manawydan fils de Llyr
Dans le second conte (3e branche du Mabinogi), Pwyll  est mort et Pryderi lui a succédé, son épouse est Kigva. Rhiannon, quant à elle a épousé Manawyddan Fab Llyr, un prince ami de son fils. Au cours d’une promenade sur la colline de Narberth, un brouillard magique s’abat sur la région et la dévaste, ne laissant en vie que les deux couples. La misère les contraint à partir pour l’Angleterre, où ils vont exercer différents métiers, pour survivre.
De retour dans leur pays, poursuivant un sanglier blanc, ils arrivent à un château inconnu où Pryderi et  Rhiannon se retrouvent par un sortilège enchainés à une fontaine. Et le château disparaît quand l’orage éclate. Manawyddan et Kigva repartent une année puis reviennent s’installer pour cultiver la terre. À trois reprises, les récoltes sont dévorées par des souris géantes. Manawyddan capture la plus grosse et quand il va pour la pendre, un moine, un prêtre puis un évêque viennent lui proposer de racheter la vie de la souris. Manawyddan refuse et demande que cesse le sortilège. Le faux évêque, fiancé éconduit de Rhiannon, avoue être l’auteur de cette machination et avoir agi par vengeance. Tout rentre dans l’ordre.

## Interprétations

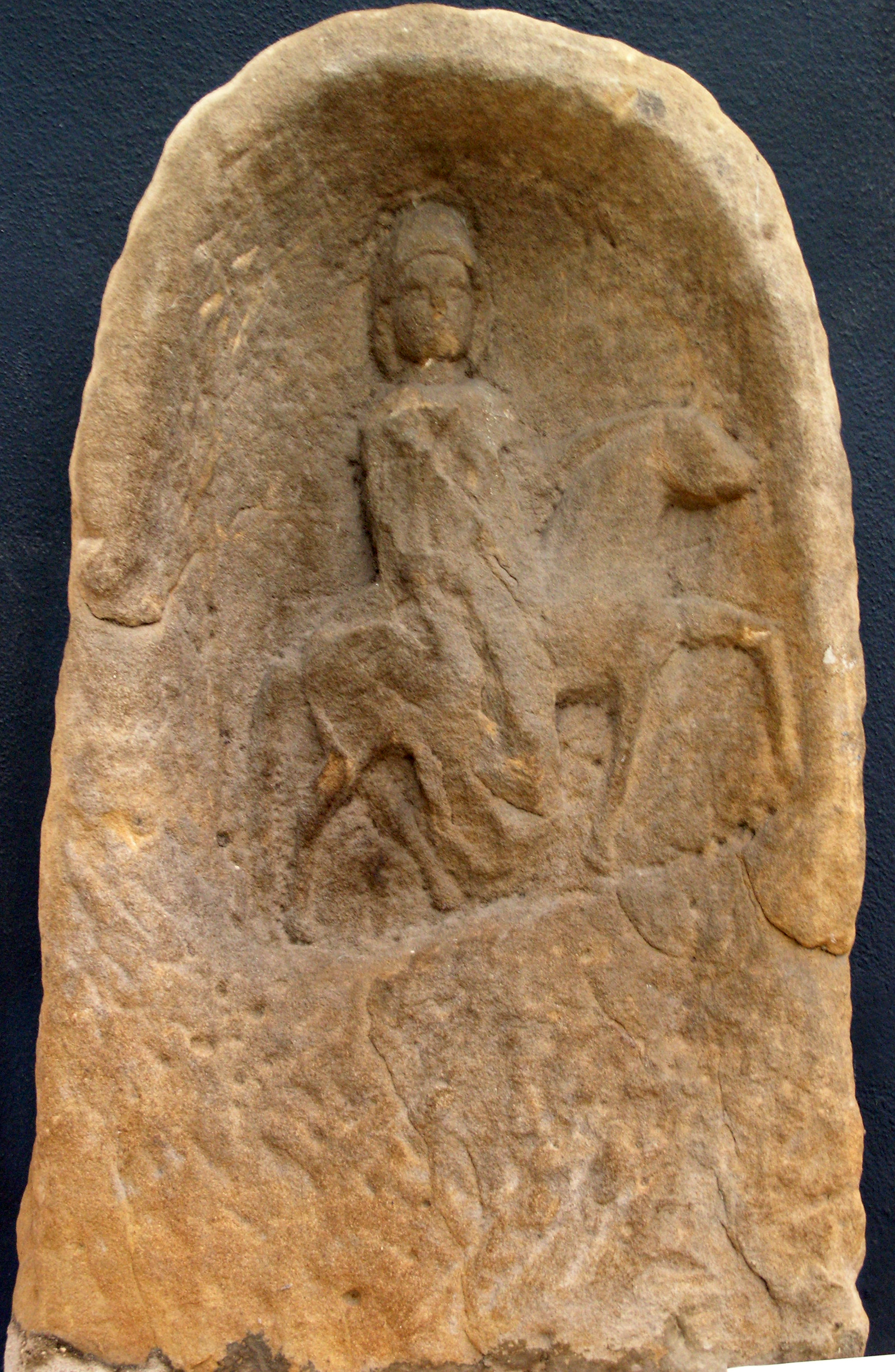
Rhiannon est souvent associée à la déesse Epona

Par son nom *Rigant-ona, la « Grande Reine », elle est une incarnation de la royauté. Elle est proche des déesses pourvoyeuses de souveraineté.
Selon Claude Sterckx, « le mariage [de Pwyll et Rhiannon] est une représentation mythique de l’hiérogamie entre le principe Mâle et le principe Féminin, entre le roi et son royaume, garantissant sur le plan macrocosmique la pérennité du cycle vital, au niveau microcosmique la fécondité générale du royaume ».
Pour que la royauté de Pwyll sur le Dyved soit reconnue, il doit avoir une reine qui légitime son pouvoir, car chez les Celtes, la Souveraineté est un concept féminin. La pénitence qu’elle endure, à la suite de l’enlèvement de son fils, est un ajout dû à la christianisation du récit, cette notion étant inconnue de la civilisation celtique. L’exercice de différents métiers est une illustration de la troisième classe fonctionnelle de la société, conforme  à l’idéologie tripartite des Indo-européens étudiée par Georges Dumézil.
Certains, dont Claude Sterckx, rapprochent Rhiannon de la déesse gauloise Épona. Dans le cadre de ce rapprochement, Dominique Hollard souligne la nature chevaline de Rhiannon, présentée comme une cavalière « dont le vêtement doré annonce les affinités solaires », qui a un fils que l’on retrouve près d’un poulain, qui, en guise de punition est condamnée à servir de monture aux serviteurs de la résidence royale, puis, qui doit subir un sortilège lui imposant de porter au cou « les colliers des ânes ».

## Hommage
Rhiannon est une des 1 038 femmes représentées dans l'œuvre contemporaine The Dinner Party de Judy Chicago, aujourd'hui exposée au Brooklyn Museum. Cette œuvre se présente sous la forme d'une table triangulaire de 39 convives (13 par côté). Chaque convive étant une femme, figure historique ou mythique. Les noms des 999 autres femmes figurent sur le socle de l'œuvre. Le nom de Rhiannon figure sur le socle, elle y est associée à la Kali, quatrième convive de l'aile I de la table.
Rhiannon est également une chanson de Fleetwood Mac écrite par Stevie Nicks.
L'astéroïde (16912) Rhiannon porte son nom.